# Calligonum squarrosum
Calligonum squarrosum är en slideväxtart som beskrevs av Nikolai Vasilievich Pavlov. Calligonum squarrosum ingår i släktet Calligonum och familjen slideväxter. Inga underarter finns listade i Catalogue of Life.